# HD72459
HD72459 — хімічно пекулярна зоря спектрального класу A5, що має видиму зоряну величину в смузі V приблизно  8,5.
Вона  розташована на відстані близько 1489,3 світлових років від Сонця.